# Heidelberger Beiträge zum Finanz- und Steuerrecht
Die Heidelberger Beiträge zum Finanz- und Steuerrecht (Heidelberg Working Paper Series on Public Finance and Tax Law; HFSt) ist eine eigene Schriftenreihe des Instituts für Finanz- und Steuerrecht der Ruprecht-Karls-Universität Heidelberg. Sie erscheint zeitgleich in einer Druckversion sowie in einer  frei zugänglichen Online-Ausgabe und wird herausgegeben von den Institutsdirektoren Hanno Kube und Ekkehart Reimer.
Inhaltlich bildet sie den gesamten Forschungsbereich des Instituts ab; sie widmet sich Fragen des in- und ausländischen Steuerrechts, des Internationalen und Europäischen Steuerrechts, des Finanzverfassungsrechts, des Haushaltsrechts sowie des kommunalen Finanzrechts. Autoren der Beiträge sind neben den am Institut tätigen Wissenschaftlern auch dem Institut verbundene Juristen, Ökonomen und Politiker aus Deutschland und dem Ausland.
Die mehrmals jährlich erscheinenden Einzelhefte behandeln aktuelle Probleme aus den Bereichen des in- und ausländischen Steuerrechts, des Internationalen und des Europäischen Steuerrechts, des Finanzverfassungsrechts, des Haushaltsrechts und des kommunalen Finanzrechts.
Der einmal jährlich erscheinende Symposionsband sammelt die Beiträge des alljährlichen Institutssymposions und widmet sich Grundfragen des Finanz- und Steuerrechts.
Unter dem innerhalb der HFSt erscheinenden Untertitel „Geprägte Freiheit“ gewährt das Institut jährlich Einblicke in seine Arbeit, skizziert wesentliche Ergebnisse in kurzen Beiträgen und präsentiert laufende Forschungsprojekte. Nicht zuletzt geht es um das Leben am Institut – seine Mitglieder und Gäste, die Veröffentlichungen und Veranstaltungen des jeweiligen Jahres.
Die Zeitschrift bietet freien Zugang (Open Access)  zu ihren Inhalten, entsprechend der Grundannahme, dass die freie öffentliche Verfügbarkeit von Forschung einem weltweiten Wissensaustausch zugutekommt.